# 고든 피리
더글러스 앨리스터 고든 피리(영어: Douglas Alistair Gordon Pirie, 1931년 2월 10일 ~ 1991년 12월 7일)는 영국의 장거리달리기 선수이다.

## 어린 시절
잉글랜드 요크셔의 리즈에서 태어났으나 서리주 쿨즈던(Coulsdon)에서 자라 사우스 런던 해리어스(South London Harriers)에서 활약하였다.
1955년 피리는 BBC 올해의 스포츠인상을 받았다. 그해에 그는 1952년 헬싱키 하계 올림픽에서 3관왕을 차지했던 체코슬로바키아의 육상 선수인 에밀 자토페크를 꺾었다. 예외적인 크로스컨트리 선수였던 피리는 3번이나 국내 선수권을 우승하였다.
자신의 경력의 코스에서 5개의 세계 기록을 깼으며 1956년 6월 9일 노르웨이 베르겐에서 5000m를 13분 36.8초로 달려 블라디미르 쿠츠를 꺾고 자신의 개인 전력으로부터 25초를 깎아 내렸다. 6월 23일 트론헤임에서 그는 7분 55.6초의 3000m 세계 기록을 동일시하고, 9월 14일 스웨덴 말뫼에서 7분 52.7초의 신기록을 세웠다.

## 1956년 하계 올림픽
피리는 1956년 멜버른 하계 올림픽에서 자신이 세계 기록 보유자 쿠츠를 꺾은 이유로 10,000m 금메달 후보들 중에 있었다. 쿠츠와 떨어지지 않은 그는 3000m 이후에 둘다 굉장한 결투에 잠겨졌다. 쿠츠가 달아나려 할 때마다 피리는 반격하려 하였다. 그리고나서 쿠츠는 느리게 달리고 5 바퀴가 남으면서 앞으로 달렸다. 소련 선수가 가버렸어도 피리는 자신이 할 수 있을 만큼 멀리 사라졌다. 쿠츠가 올림픽 기록 28분 45.6초로 우승을 하고 피리는 8위를 하였다.
5일 후, 5000m에서 둘은 리매치를 가졌으나 쿠츠가 이르게 앞으로 가서 아무에게도 잡히지 않을 만큼 드라마적이 아니었다. 쿠츠는 13분 39.6초의 다른 올림픽 기록을 세워 우승을 하고 피리는 13분 50.6초로 2위를 하였다.

## 올림픽 이후의 경력
1960년 로마 하계 올림픽에서 피리는 5000m 예선에서 탈락하고, 10,000m 10위를 하였다. 그해 더블린에서 반 4분 마일을 3분 59.9초로 달렸다. 그는 1967년과 1968년 영국 오리엔티어링 선수권을 우승하였다. 60세의 나이로 햄프셔주 리밍턴에서 담관암으로 사망하였다.